# Peter Snayers

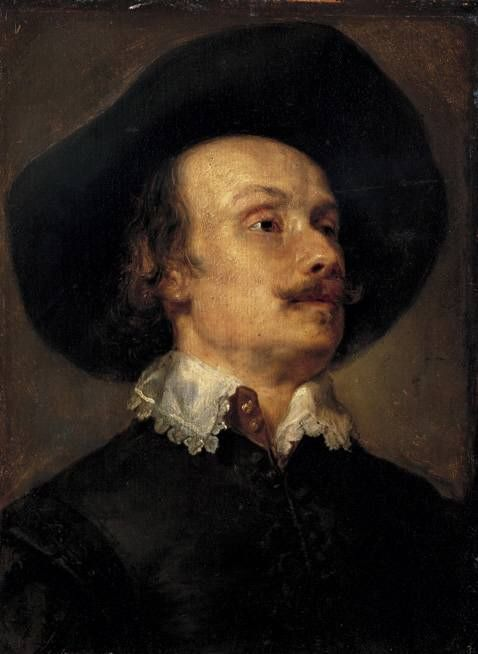
Retrato de Peter Snayers, por Anton van Dyck.

Pieter Snayers (Amberes, 1592-Bruselas, 1667) fue un pintor flamenco conocido por sus representaciones de batallas históricas.  
Estudió probablemente con Sebastian Vrancx antes de inscribirse como maestro en el gremio de San Lucas de Amberes en 1612.
Entre 1626 y 1628 se trasladó a Bruselas, donde trabajó para la corte de la infanta Isabel Clara Eugenia, gobernadora de los Países Bajos; posteriormente, a la muerte de Isabel, trabajó en la corte del cardenal infante Fernando de Austria y en la del archiduque Leopoldo Guillermo de Habsburgo. Colaboró con Rubens en varias ocasiones, entre ellas en la inacabada serie dedicada a la vida de Enrique IV (1628-1630) y en la serie de pinturas mitológicas para la Torre de la Parada (1637-1640). Su discípulo más conocido fue Adams Frans Van der Meulen.
De la obra que ha llegado de Snyders hasta nuestros días el Museo del Prado conserva un gran conjunto de dieciséis lienzos, en su mayoría escenas de batalla y, alejado de ese estilo, Cazadores de ánades de su etapa como paisajista. Un retrato de su pincel exhibe la Real Academia de Bellas Artes de San Fernando, Retrato de Antonio Servás un soldado de baja graduación retratado de cuerpo entero, y al fondo una escena del Asedio de Bergen op Zoom (Bergas) con una inscripción en la parte inferior.

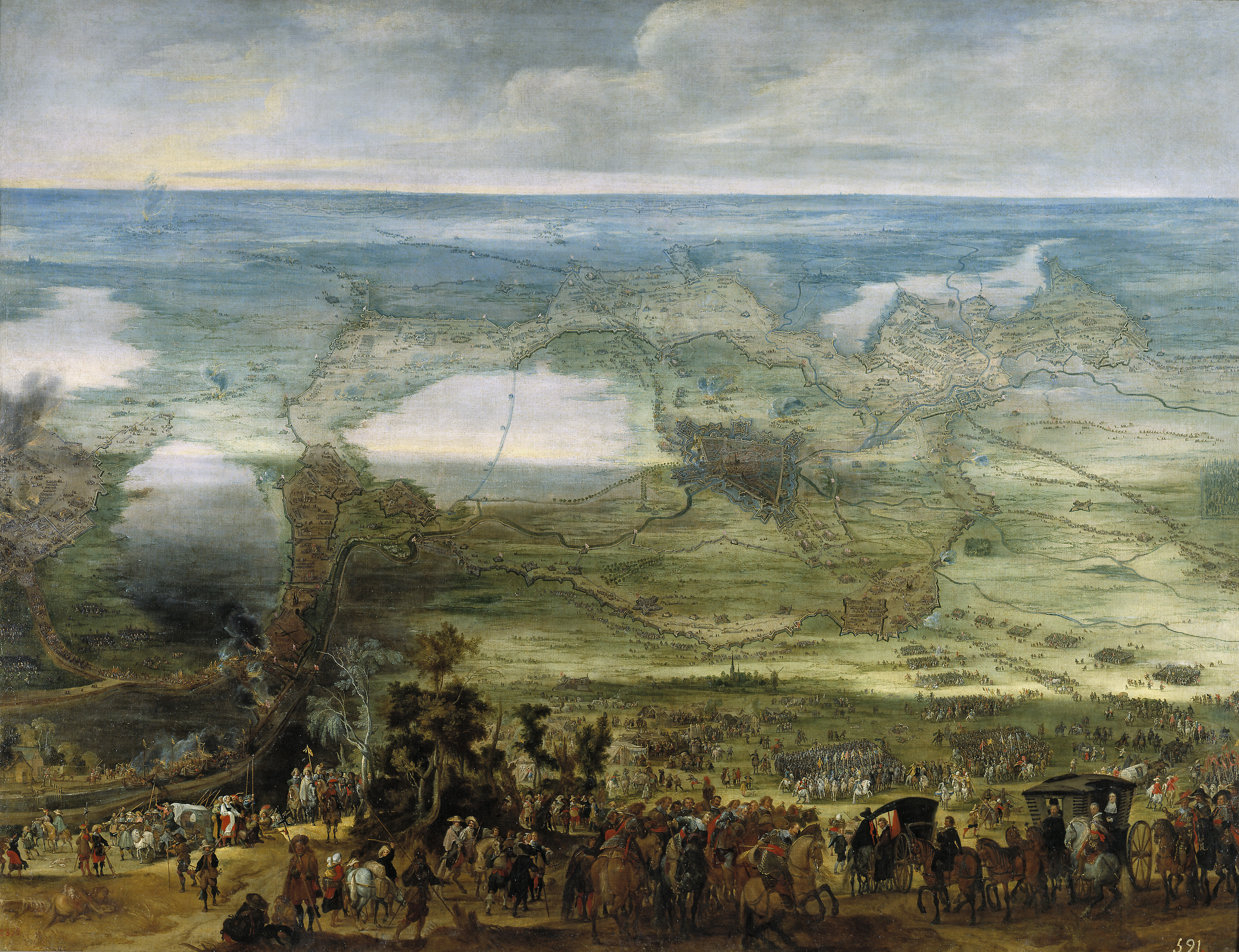
Isabel Clara Eugenia en el Sitio de Breda (1628). Museo del Prado, Madrid.

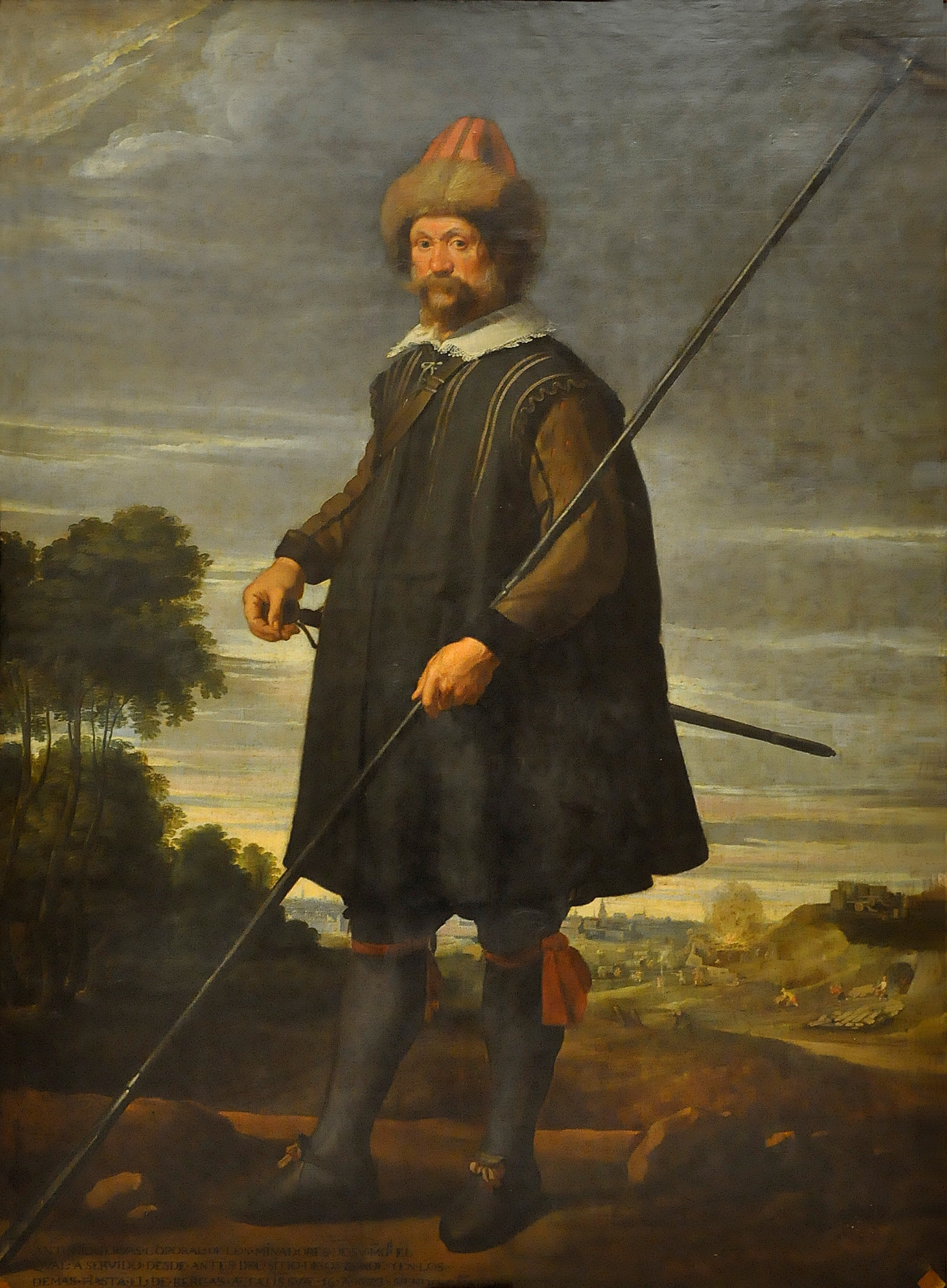
Retrato de Antonio Servás (1623). Real Academia de Bellas Artes de San Fernando, Madrid.